# Senada
Senada je žensko osebno ime.

## Izvor imena
Ime Senada je različica ženskega osebnega imena Senija.

## Pogostost imena
Po podatkih Statističnega urada Republike Slovenije je bilo na dan 31. decembra 2007 v Sloveniji število ženskih oseb z imenom Senada: 315.